# 117th Air Refueling Wing

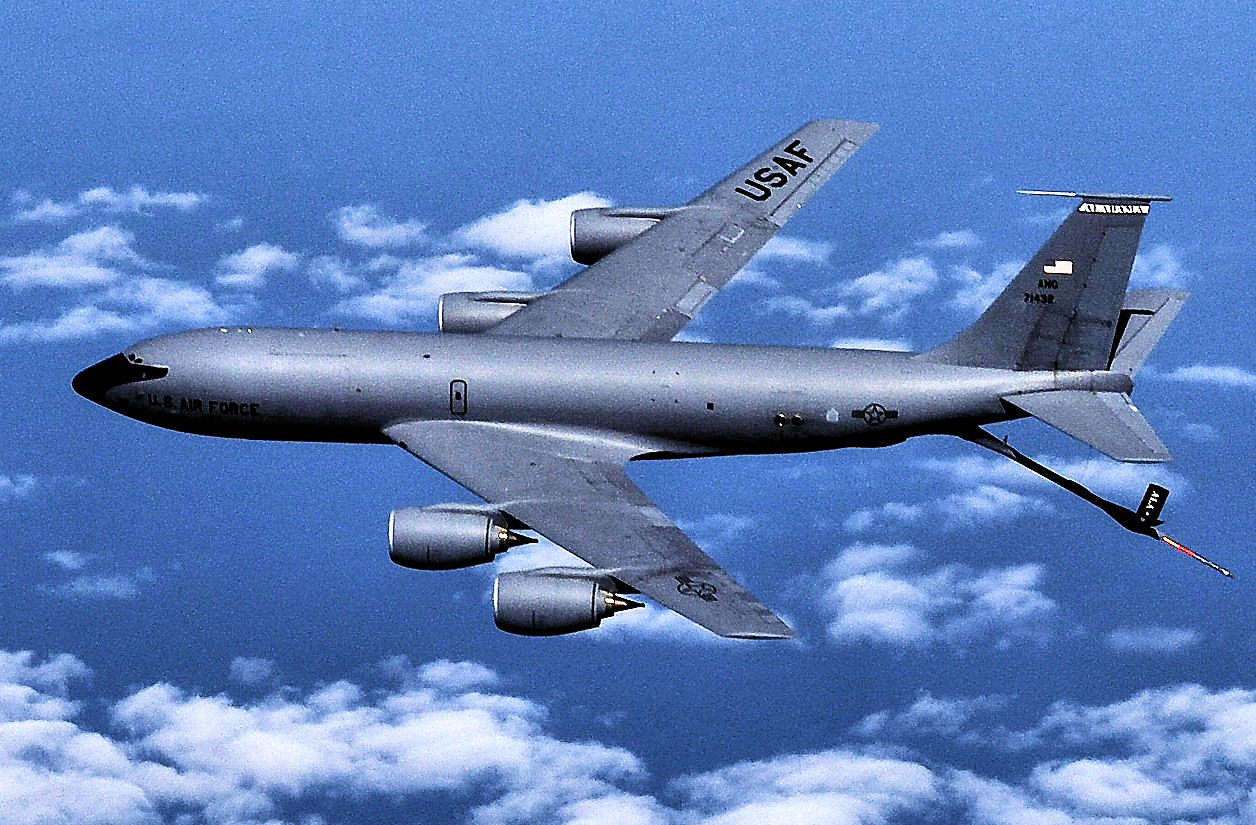
KC-135R dello Stormo

Il 117th Air Refueling Wing è uno stormo da rifornimento in volo dell'Alabama Air National Guard. Riporta direttamente all'Air Mobility Command quando attivato per il servizio federale. Il suo quartier generale è situato presso la Birmingham Air National Guard Base, in Alabama.

## Organizzazione
Attualmente, al maggio 2017, esso controlla:
- 117th Operations Group
  - 117th Operations Support Flight
  -  106th Air Refueling Squadron - Equipaggiato con KC-135R

All'unità è associato il 99th Air Refueling Squadron, 6th Air Mobility Wing
- 117th Maintenance Group
  - 117th Aircraft Maintenance Squadron
  - 117th Maintenance Operations Flight
  - 117th Maintenance Squadron
- 117th Medical Group
- 117th Mission Support Group
  - 117th Civil Engineer Squadron
  - 117th Communications Flight
  - 117th Force Support Squadron
  - 117th Logistics Readiness Squadron
  - 117th Security Forces Squadron
  - 117th Intelligence Squadron